# 廣西路 (高雄市)
廣西路（Guangsi Rd.）為高雄市苓雅區、前鎮區的東西向道路，東起於和平二路，西止於文橫三路。

## 行經行政區域
- 苓雅區
- 前鎮區

## 沿線設施
（由東至西）
- 玉山銀行苓雅分行
- OK超商高雄廣西店
- 高雄市前鎮區光華國小
- 高雄臨水宮
- 光華夜市
- 全家便利商店高雄梧州店
- 民權公園
- 高雄市立愛群國小
- 7-ELEVEN鑫愛群門市
- 獅甲慈明宮
- OK超商高雄廣林店
- 盛興公園

## 公共自行車
- 高雄市公共自行車租賃系統：
  - 廣西梧州街口：廣西路/梧州街口(東南側)
  - 前鎮民權公園(北側)：廣西路310號(對面)

## 相關連結
- 高雄市主要道路列表